# Nephelomys nimbosus
Nephelomys nimbosus és una espècie de mamífer rosegador de la família dels cricètids. És endèmic dels Andes equatorians. La seva localitat tipus és el vessant nord-oriental del Tungurahua, a una altitud d'aproximadament 2.000 msnm. L'holotip tenia una llargada total de 304 mm (140 mm de cap a gropa i 164 mm de cua). Fins al 2006 se'l considerà un sinònim d'Oryzomys albigularis.